# Јустин (конзул 540)
Флавије Мар. Петар Теодор Валентин Рустициус Бораид Герман Јустин, једноставно и опште познат као Јустин (лат. Iustinus  , око 525–566. године) био је источноримски (византијски) аристократа и генерал. Члан Јустинијанове династије и нећак цара Јустинијана I ( в. 527–565. године), постављен је за једног од последњих римских конзула 540. године, пре него што је преузео више војне команде на Балкану и у Лазици. Борио се против Словена, Сасанидских Персијанаца и надгледао прве контакте Византијског царства са Аварима. У време Јустинијанове смрти, на њега се гледало као на вероватног наследника, али га је његов рођак Јустин II ( в. 565–578. године), протерао у Египат, где је и убијен.

## Биографија

### Младост и кампање
Јустин је рођен око 525. године, најстарији је син Германа и његове жене Пасаре . Герман је био рођак византијског цара Јустинијана I ( в. 527–565. године) и тиме члан шире Јустинијанове династије и рођак Јустинијановог наследника, цара Јустина II ( в. 565–578. године). Године 540. врло млад је именован за обичног конзула; илустрован је као голобрад у свом конзуларном диптиху, а Прокопије девет година касније помиње га као „младића“. У овом тренутку већ је носио титулу вир иллустрис и почасну функцију Комес доместикорум . Исте године је пратио свог оца на исток против Сасанидских Персијанаца, али није видео никакву акцију. Године 549. имао је кључну улогу у откривању завере за свргавање цара Јустинијана Iјерменског генерала Артабана и његових сарадника. Завереници су намеравали да убију цара Јустинијана I и његовог омиљеног војсковођу Велизара, а Германа подигну на византијски престо. Обавештен о њиховим намерама, Јустин је обавестио свог оца, који је тада рекао Марцелу, заповеднику екскубитора, што је довело до хапшења завереника.
550. године, заједно са својим млађим братом Јустинијаном, придружио се њиховом оцу у његовом походу на Остроготску Италију, али је Герман изненада умро у јесен 550. године, пре него што је војска напустила Балкан, где се окупљала. Након тога, Јустинијанов и Германов зет, Јован, повео је војску према Салони (данашњи Сплит, Хрватска), где је евнух Нарсес преузео команду крајем 551. Почетком 551. године, Јустин је био у кампањи под командом евнуха Схоластика који је водио кампању против словенског напада на источни Балкан. Византинци су у почетку били поражени код Адријанопоља, али су потом остварили победу, након чега су Словени напустили византијске земље. Почетком 552. године, Јустин и Јустинијан су стављени на чело друге експедиције против словенског напада на Илирик, али су њихове снаге биле премале да би се директно супротставили јуришницима. Уместо тога, браћа су морала да се задовоље тиме да их малтретирају. Убрзо након тога, наређено им је на север да помогну Лангобардима против Гепида заједно са Аратијем, Суартуасом и Амалафридом, али Византинци су били спречени да напредују предалеко на север због потребе да сузбију верске сукобе у граду Улпијани .

### Врховна команда у Лазици и на Дунаву
Године 554, сада већ искусан у војним пословима, Јустин је послат на исток у Лазику да се придружи византијским снагама под Бесом, Бузесом и Мартином . Његов први сусрет са Персијанцима био је неуспешан. Заједно са Бесом, Јустин и његове трупе су се улогорили у равници Хитрополије, у близини стратешки важне тврђаве Телефис, коју је држао Мартин. Персијски генерал Михр-Михрое је, међутим, успео да избаци Мартина из Телефиса. Мартин се повукао да би се придружио другој двојици војсковођа у Хитрополији, али тамо је опет византијска војска, која је била преспора да заузме положај, била принуђена да бежи у нереду пред Персијанцима који су напредовали, повлачећи се дуж реке Фасис до утврђеног острва Несос (Νησος, грчки за „острво“). Бесас је отпуштен из главне команде као магистер милитум пер Армениам након овог дебакла, а наследио га је Мартин са Јустином као другим командантом. Јустин није знао за Мартинову намеру да убије њиховог савезника, лазичког краља Губазеса II ; када је сазнао за то дело, био је шокиран, али није укорио Мартина јер је веровао – погрешно – да је убиство извршено по наређењу цара Јустинијана I.
Византинци су тада започели напад на персијску тврђаву Оногурис, али су били приморани да је напусте након неочекивано брзог доласка персијских снага за помоћ под Нахораганом. У пролеће 556, Јустин је био са остатком византијских снага у Несосу, када је Нахораган упао у западну Лазику, крећући се према граду Фазису. Византинци су журно кренули ка граду, успевши да га стигну пред персијском војском, а затим су наставили да га успешно бране током дуже опсаде . После овог успеха, почетком 556. године Јустин се вратио у Несос да га чува заједно са Бузима, док је остатак војске кренуо против Мисимиана, племена које се недавно удружило са Персијанцима и убило византијског војсковођу Сотериха. Једина Јустинова активност у то време била је да пошаље једног од својих официра, Елминзура, да заузме Родополис (савремени Вартсихе) са 2.000 коњаника. Следеће године договорено је опште примирје, које је финализовано мировним уговором 562. године 
Убрзо након тога, царска истрага о Губазесовом убиству открила је Мартинову кривицу. Његови војни успеси су му поштедели живот, али су га коштали командовања; заменио га је Јустин као магистер милитум пер Армениам у пролеће 557. У том својству је Јустин крајем 557. примио прво аварско посланство у Византијском царству. Авари, који су побегли од својих предака у централној Азији пре успона Гектурка, тражили су империјалну заштиту и земљу за насељавање. Јустин их је проследио у Цариград, где су стигли у децембру. Окренути од Царства према равницама Украјине од цара Јустинијана I, Авари су побеђивали непријатеља за непријатељем и на крају стигли до североисточне обале Дунава 561/562. Тамо су поново наишли на Јустина, који је управо био премештен на команду квестора екерцитус који је покривао доње подунавске лимесе ( Лимес Моесиае ). У то време, Авари су захтевали да се населе на територији византијског царства у Малој Скитији, чија је одбрана била разорена недавном инвазијом Котригура коју је предводио Заберган. Овде је Јустин одиграо пресудну улогу и стекао велику славу, сазнавши за намере Авара и упозоривши цара Јустинијана I. Сходно томе, аварско посланство у Цариграду је задржано док је византијска одбрана доведена у ред. Пошто је Јустин и даље пажљиво пазио на реку Дунав, Авари су се задовољили годишњом субвенцијом коју је плаћала Византија и оставили Царство на миру још неколико година.

### Изгнанство и смрт
У време смрти цара Јустинијана I 565. године, због својих титула и репутације команданта, као и близине његове војске царској престоници, био је водећи претендент на упражњени престо, заједно са својим рођаком Јустином, куролатима . Овај последњи је, међутим, већ био присутан у Цариграду, и могао је да рачуна на подршку византијског Сената, а посебно патријарха Јована Схоластика и заповедника Екскубитора Тиберија, којима је помогао да обезбеде свој положај. Тако је Јустин на брзину уздигнут на престо истог дана када је цар Јустинијан I умро. Према савременом историчару Евагрију Схоластику, двојица Јустина су постигла споразум према којем ће онај ко буде крунисан за цара учинити другог „другим човеком“ у царству. Када је цар Јустин II позвао свог рођака у Цариград, чинило се да је то разлог. Генерал је у почетку био топло примљен, али је убрзо нови цар почео да износи оптужбе против њега, отпустио је његовог телохранитеља и ставио га у кућни притвор, пре него што га је послао у изгнанство у Александрију, наводно као новог царског префекта Египта . Тамо је убијен у сну, тобож зато што је планирао да се домогне престола, а глава му је одсечена и однета у Цариград. У стварности, он је био превелика претња за новог цара да би га оставили у животу; визиготски хроничар Јован од Биклара изричито приписује убиство жени цара Јустина II, царици Софији .